# Huanglushan
Huanglushan (kinesiska: 黄鹿山, 黄鹿山乡) är en socken i Kina. Den ligger i provinsen Henan, i den centrala delen av landet, omkring 120 kilometer väster om provinshuvudstaden Zhengzhou.
Genomsnittlig årsnederbörd är 659 millimeter. Den regnigaste månaden är september, med i genomsnitt 135 mm nederbörd, och den torraste är december, med 4 mm nederbörd.